# Jalmenus evagoras
Espèce
Jalmenus evagoras est un papillon de la famille des Lycaenidae de la sous-famille des Theclinae originaire de l'est de l'Australie.

## Description
Il a une envergure d'environ 40 mm avec des ailes blanches, beiges, oranges et noires en dessous. Les ailes sont bleutées au centre et entourées de noir avec des taches oranges à l'arrière sur le dessus. Les chenilles sont sombres, avec des nuances de marrons et de rouges et des stries jaunes, blanches et rouges sur les côtés. Les pattes sont vert pâles.

## Chenille
Ses chenilles se nourrissent sur diverses espèces d'Acacia comme Acacia falcata et Acacia spectabilis.
Ses chenilles sont fréquentées par les espèces de fourmis Iridomyrmex anceps et Iridomyrmex rufoniger. Les femelles papillons cherchent de préférence à pondre sur les acacias où des fourmis sont déjà présentes. Les chenilles se rassemblent en groupe et attirent de nombreuses fourmis en produisant des sécrétions sucrées que les fourmis lèchent. En l'absence de fourmis, la mortalité des larves est très importante.

## Liste des sous-espèces
Selon NCBI (8 févr. 2011) :
- sous-espèce Jalmenus evagoras evagoras